# 王汝浵
王汝浵，河南信阳人，清朝政治人物。
鄉試中舉。道光八年（1828年）至道光九年（1829年），擔任利川知县。